# ریا (آرکانزاس)
ریا (به انگلیسی: Rhea) یک منطقهٔ مسکونی در ایالات متحده آمریکا است که در شهرستان واشینگتن، آرکانزاس واقع شده‌است. ریا ۳۴۴ متر بالاتر از سطح دریا واقع شده‌است.